# Dorhynchus
Dorhynchus is een geslacht van kreeftachtigen uit de klasse van de Malacostraca (hogere kreeftachtigen).

## Soorten
- Dorhynchus basi Macpherson, 1983
- Dorhynchus furcatus (A. Milne-Edwards, 1880)
- Dorhynchus ramusculus (Baker, 1906)
- Dorhynchus rostratus (Sakai, 1932)
- Dorhynchus thomsoni C. W. Thomson, 1873